# Frank Panse

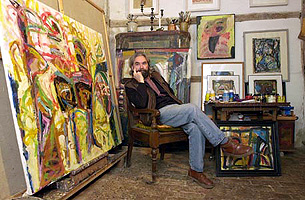

Frank Panse (* 8. April 1942 in Pethau bei Zittau) ist ein deutscher Maler und Grafiker.

## Leben
Panse wurde 8. April 1942 in Pethau geboren. Er absolvierte von 1968 bis 1971 ein Studium der Theatermalerei an der Hochschule für Bildende Künste Dresden.
Seit 1974 wirkt Panse als freischaffender Künstler in Dresden und Mutzschwitz. Ab 1981 unternahm er erste Studienreisen nach Ungarn, dem andere nach Frankreich, Mexiko und Italien folgten. Zuvor entstanden Ölbilder und dann erfolgte, beeinflusst durch die Reisen, ein Wechsel des Materials auf Acryl- und Mischtechniken. Ab 1985 Auseinandersetzung mit dem Werk von Heiner Müller und Charles Bukowski. Eigene Gedichte und kleinere Texte folgten ab 1995. Verbindungen zwischen Ausstellungen und Lesungen der eigenen Texte.

## Werkausstellung
„Abstraktionen ergeben sich in meiner Arbeit aus der Überlagerung von Wahrnehmungsebenen. Figürliche Elemente, Zeichen und Farbrinnsale ergeben Bildstrukturen, die letzten Endes den ursprünglich gedanklichen Faden sichtbar machen. Ich bemühe mich auf dem Bild oder Blatt alles im Fluss zu halten bis eine Ordnung hergestellt ist. – Dann kann die Arbeit sich setzen und innerlich beruhigen.“

Diese Haltung trägt den bei Dresden lebenden Maler seit fast dreißig Jahren. Zuvor arbeitete Panse in den späten 1970er Jahren disziplinierter und koloristisch ausgewogener, irgendwo im Umfeld von Giorgio Morandi und dem subtilen Spätimpressionismus. Anschließend brachen nervös leuchtende Farben hervor und die Handschrift gerat erregter. Dadurch bereicherte er den Neoexpressionismus um die Facette des Lyrisch-Spontanen. Wie einige seiner Altersgefährten behielt er seinen Stil nach 1990 bei und differenzierte ihn stärker.

„Es können groteske Gesichter, Farbkaskaden, rätselhafte Szenerien oder Momentaufnahmen eines innehaltenden Bildwerdens aufscheinen. Dabei zwängt er sich in kein stilistisches Korsett. Eher ließ er sich vom werdenden Bild selbst, unmittelbar aus dem Arbeitsprozess heraus zum neuen Bild „verführen“.“

## Ausstellungen (unvollständig)

### Personalausstellungen
- 1974: Internationaler Studentenclub Warschau, Malerei
- 1982/91: Galerie Kunst der Zeit, Dresden Malerei / Grafik
- 1983: Galerie Stiefmütterchen, Dresden (Privatgalerie von Inge Thiess-Böttner)
- 1990: Galerie Nord, Dresden, Malerei
- 1993: Galerie auf der Uhlenhorst, Hamburg-Uhlenhorst Malerei / Grafik
- 1994: Kreuzkirche (Dresden), Kopfkreuze, Malerei
- 1995: Kunsthaus Bausback, Mannheim Malerei Werkausstellung Teil I 1975 -1985
- 1995: Galerie Steigenberger Hof, Schriesheim Werkausstellung Teil II 1985 -1995
- 1997: Kulturrathaus Dresden, Malerei
- 1998: Galerie im Regierungspräsidium Dresden „Spiegelungen“
- 2002: Kunstbahnhof Herrnhut
- 2003: Stadtmuseum Zittau, Malerei und Zeichnung
- 2008: Kleines Haus, Dresden, Absurdistan II Malerei
- 2010: Ausstellung Mathaisemarkt, Schriesheim Bilder + Blätter
- 2010: Galerie Sobrigau, Kreischa bei Dresden, Zeitsplitter I
- 2012: Galerie Mitte, Dresden „Die Verwandlung“ Malerei
- 2014: Galerie Zittau, „Schwingungen“ Malerei
- 2017: Stadtgalerie Radebeul, Malerei aus 50 Jahren
- 2020: Galerie Mitte Dresden

### Ausstellungsbeteiligungen
1981
Hajdúböszörmény, Ungarn
1984
Hochschule für Bildende Künste Dresden, Unimax IV Grafik
1985
11. Dresdner Kunstausstellung Zeichenkunst
1987
Berlin West, Ausstellung DDR – CSSR „5. Sektor“
1987
Budapest, „Art of Today 2“
1988
Michigan, USA, „Art of East German“
Taiwan, „Kunst aus Deutschland“
Taipeh, Fine Arts Museum
1989
Bezirkskunstausstellung Albertinum (Dresden)
1990
Holland, Singer Laren Museum
1991
Große Kunstausstellung NRW Düsseldorf,
1992
Galerie Rähnitzgasse Dresden, Künstlerbund – Ausstellung
2004
Galerie Mitte Dresden, „Hoch Zeit“ Objekte
Kunstraum Mittelsachsen, Döbeln „Stadt, Land, Fluss“
2005
Große Sächsische Kunstausstellung Leipzig „Das Neue Jahrhundert“
„Traumgebilde“ Mail-Art, Magdeburg
2007
Neuer Sächsischer Kunstverein Dresden, „Welt bespiegeln“
2008
Galerie Mitte Dresden, „Summer in the City“
2010
Aktienspinnerei Chemnitz, „Dekalog“ Malerei 10 sächsische Künstler
2012
200 Sächsische Grafiken, Chemnitz, „Die Argonauten“
2014
Galerie Blaues Wunder, Dresden
2015
Museum Junge Kunst, Frankfurt/Oder, „DDR Expressiv – die 80er Jahre“
2017
Kunstmuseum Dieselkraftwerk Cottbus, „Schlaglichter“
2022
Städtische Museen Zittau "Wege der Abstraktion"
2023
Ostsächsische Kunsthalle Pulsnitz "Wege der Abstraktion"